# Carpoolstrook

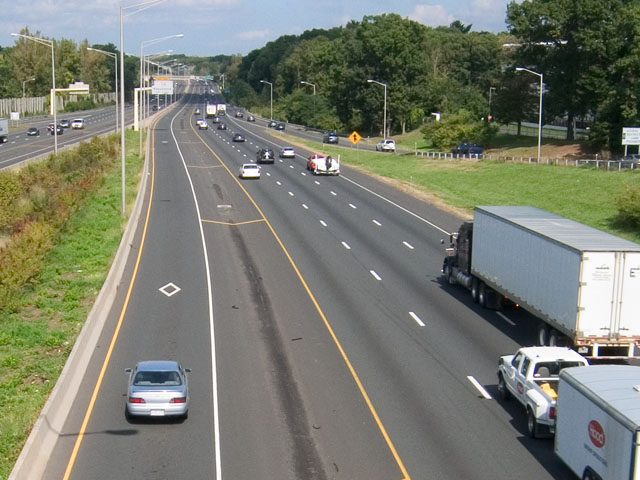
In de Verenigde Staten worden vaak carpoolstroken toegepast (HOV-lane), hier op de Interstate 91.

Een carpoolstrook is een rijstrook speciaal opengesteld voor voertuigen met meerdere passagiers, die bijvoorbeeld carpoolen.

## Verenigde Staten
In de Verenigde Staten zijn vele autosnelwegen voorzien van carpoolstroken. Deze worden High Occupancy Vehicle Lanes (HOV-lanes) genoemd aangezien alleen high-occupancy vehicles deze stroken mogen gebruiken. Deze stroken worden gemarkeerd met een ruit ("wybertje").
Een minimum van 3 inzittenden wordt gewoonlijk als grens gebruikt voor het gebruik van een carpoolstrook. In sommige steden bevinden zich erg actieve carpoolstroken, zoals in Washington D.C. Mensen staan daar in de rij om opgepikt te worden.

## Nederland
Op 27 oktober 1993 werd op de A1 de eerste carpoolstrook van Europa geopend. De rijstrook deed tevens dienst als wisselstrook: er was slechts één rijstrook die afwisselend gebruikt werd voor beide richtingen. Op deze strook mochten alleen auto's met drie of meer inzittenden rijden. Op de dag van de officiële opening door minister Maij-Weggen reed oud-minister van Verkeer en Waterstaat Tjerk Westerterp in zijn eentje over de carpoolstrook om een proefproces uit te lokken. 
In eerste instantie werd Westerterp tot zijn verbazing veroordeeld door het kantongerecht. In hoger beroep bepaalde de rechtbank  dat de verkeerswet het begrip 'carpoolers' niet kent en dat de 'carpoolborden' boven de weg geen wettelijke gronde hadden. Tot spijt van de heer Westerterp ging de rechter in haar uitspraak niet in op het gelijkheidsbeginsel, wat hij wel aanhaalde in zijn pleidooi. In 1994 werd de carpoolstrook voor al het verkeer opengesteld als wisselstrook.

## Andere landen
Een andere, nog actieve carpoolstrook ligt in de Noorse stad Trondheim.